# Ametrín

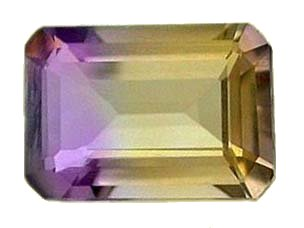
Vybroušený ametrin

Ametrin (spojení slov ametyst a citrin), také bolivianit, je přírodní drahý kámen, různobarevný krystalovaný křemen. Má pásma fialové a žluté barvy. Velká většina ametrinů pochází z Bolívie, nachází se však také v Brazílii a v Indii.
Zbarvení krystalických křemenů závisí na teplotě při krystalizaci a je způsobeno různým stupněm oxidace železa. Zajímavé zbarvení ametrinů svědčí o tom, že teplota nebyla stejná. Umělé ametriny se také vyrábějí tepelným zpracováním ametystu, například žluto-zelené nebo zlato-modré ametriny se v přírodě nevyskytují.